# Иво Басај
Иво Алексије Басај Хатибовић (шп. Ivo Alexie Basay Hatibovic; Сантијаго, 13. април 1966) је чилеански фудбалски тренер и бивши фудбалер. Тренутно је тренер Депортеса из Копијапа. Играо је на позицији нападача.
Према неким изворима Басај је са мајчине стране (Хатибовић) пореклом из Хрватске. Хатибовићи су старином из Босне.

## Успеси
Некакса
- Прва лига Мексика  (1) : 1994/95.[6]
- Куп Мексика  (1) : 1994/95.[7]
- Конкакаф Куп победника купова  (1) : 1994.[8]

 Коло Коло
- Прва лига Чилеа  (3) : 1996,[9] 1997. Клаусура,[10] 1998.[11]
- Куп Чилеа  (1) : 1996.[12]

 Чиле
- Копа Америка:  1987,[13]  1991.[14]

Појединачн
- Најбољи стрелац Прве лиге Чилеа: 1985.[15]
- Најбољи играч Прве лиге Мексика: 1992/93.[16]
- Најбољи стрелац Прве лиге Мексика: 1992/93.[15]
- Најбољи стрелац Суперкопа либертадореса: 1997.[17]

Тренер
 Сантијаго морнинг
- Друга лига Чилеа  (1) : 2005.[18]

 Палестино
- Куп Чилеа  (1) : 2018.[19]
- Суперкуп Чилеа: (финале: 2019)[20]